# 宋朝男爵列表
下表列出宋朝可考的男爵。關於宋朝的其他各类爵位，見宋朝王爵列表、宋朝公爵列表、宋朝侯爵列表、宋朝伯爵列表、宋朝子爵列表。

## 宗室
- 天水县开国男赵子厚（赵德昭-赵惟和-赵从诲-赵世仪-赵令组）[1]
- 天水郡开国男赵不谅（赵元份-赵允宁-赵宗敏-赵仲突-赵士欢）[2]
- 开国男赵不𢜨（赵元份-赵允让-赵宗愈-赵仲媺-赵士皘）[3]
- 开国男赵绍之（赵廷美-趙德雍-赵承亮-赵克整-赵叔㫜）[4]
- 太平县开国男赵公佪（赵廷美-赵德隆-赵承训-赵克勤-赵叔屖-赵达之）[5]
- 开国男赵叔涔（赵廷美-赵德文-赵承澋-赵克功）[6]

## 开国县男
- 建阳县开国男刘爚[7]
- 醴陵县开国男杨大异[8]
- 縉雲縣開國男潛說友[9]

## 县男
- 长兴县男周淙[10]
- 武功县男陈敏[11]
- 长沙县男赵方[12]
- 慈溪县男杨简[13]
- 随县男孟珙[14]
- 祥符县男赵善湘[15]
- 鄞县男史弥远
- 鄞县男史嵩之
- 定远县男董槐[16]
- 醴陵县男皮龙荣[17]
- 休宁县男程珌[18]

## 男（追封古人）
- 夏阳男司马季主（汉朝），1109年封
- 阆中男落下闳（汉朝），1109年封
- 广都男严君平（汉朝），1109年封
- 淄乡男刘徽（曹魏），1109年封
- 成纪男姜岌（晋朝），1109年封
- 信成男张丘建（晋朝），1109年封
- 平陆男夏侯阳（晋朝），1109年封
- 无极男甄鸾（北周），1109年封
- 成平男卢太翼（隋朝），1109年封[19]